# Skywalker Ranch
Skywalker Ranch er navnet på George Lucas', skaberen af Star Wars, ranch. Den ligger i Nicasio, Californien lige i nærheden af Lucas Valley Road, og er ikke kun bopæl for Lucas men også arbejdsplads for medarbejderne hos Skywalker Sound.
Ranchen har også sin egen brandstation, flere biografer og et observatorium. Stedet fylder mere end 19 km2 og i hovedbygningen har Lucas et omfattende bibliotek med sin private bogsamling.

## Eksterne links
- "Chris Popes Skywalker Ranch vituelle tur" Arkiveret 3. september 2006 hos  Wayback Machine
- "Inside Skywalker Ranch": en fans besøg
- "Skywalker Ranch" Arkiveret 6. januar 2009 hos  Wayback Machine: fra http://perljam.net/notes/interesting-google-satellite-maps/ Arkiveret 14. august 2005 hos  Wayback Machine
- "Landkort over Skywalker Ranch" Arkiveret 4. februar 2012 hos  Wayback Machine: from "The Center For Land Use Interpretation" Arkiveret 2. december 2005 hos  Wayback Machine

38°03′43″N 122°38′38″V / 38.061944444444°N 122.64388888889°V